# Nagykutas, Zala
Nagykutas  este un sat în districtul Zalaegerszeg, județul Zala, Ungaria, având o populație de 447 de locuitori (2011). 

## Demografie
Componența etnică a satului Nagykutas
     Maghiari (96,6%)
     Germani (2,43%)
     Necunoscut (0,97%)
     Alții (0,97%)
Componența confesională a satului Nagykutas
     Fără religie (5,37%)
     Reformați (2,91%)
     Necunoscută (90,38%)
     Alte religii (1,34%)
Conform recensământului din 2011, satul Nagykutas avea 447 de locuitori. Din punct de vedere etnic, majoritatea locuitorilor (96,6%) erau maghiari, cu o minoritate de germani (2,43%). Apartenența etnică nu este cunoscută în cazul a 0,97% din locuitori. Nu există o religie majoritară, locuitorii fiind persoane fără religie (5,37%) și reformați (2,91%). Pentru 90,38% din locuitori nu este cunoscută apartenența confesională.